# جمعية نقاد السينما في جورجيا
جمعية نقاد السينما في جورجيا (بالإنجليزية: Georgia Film Critics Association) (GAFCA)  منظمة للنقاد السينمائيين المحترفين من ولاية جورجيا الأمريكية. إدراج النقاد في هذه المنظمة مفتوح لجميع نقاد السينما في جميع أنحاء ولاية جورجيا بأكملها، على الرغم من أن غالبية الأعضاء يتركزون في منطقة مترو أتلانتا. يمثل أعضاء GAFCA الصحافة القائمة على المراجعة من خلال الإنترنت، أو الإذاعة، أو التلفزيون، أو وسائل الإعلام المطبوعة.

## ملخص
تأسست جمعية جورجيا لنقاد السينما في عام 2011، وهي أول مجموعة نقد سينمائي في ولاية جورجيا. تضم (GAFCA) 38 عضواً اعتبارًا من عام 2019. يتم تقديم الجوائز سنويًا في 17 فئة. تُمنح جائزة خاصة، وهي جائزة «أوجليثورب»، للتميز في سينما جورجيا، لفيلم أو فيلم قصير تم إنتاجه في جورجيا. تُنسب جائزة «أوجليثورب أوغليثورب» إلى مخرج الفيلم الفائز، وكاتبه. تقوم GAFCA في يناير من كل عام بالتصويت على جوائز نهاية العام للأفلام التي تم إصدارها في السنة التقويمية السابقة. عادة ما يكون موعد اقتراع الترشيح في أول يوم سبت من شهر يناير، مع إعلان الترشيحات يوم الاثنين التالي وإعلان الفائزين في يوم الجمعة.

## وصلات خارجية
https://www.georgiafilmcritics.org/ جمعية نقاد السينما في جورجيا
https://www.imdb.com/event/ev0002281/overview/ جمعية نقاد السينما في جورجيا
https://www.imdb.com/event/ev0002281/2020/1/ جمعية نقاد السينما في جورجيا
https://www.imdb.com/event/ev0002281/2021/1/ جمعية نقاد السينما في جورجيا
https://www.imdb.com/event/ev0002281/2019/1/ جمعية نقاد السينما في جورجيا
https://www.imdb.com/event/ev0002281/2018/1/ جمعية نقاد السينما في جورجيا